# Kateb Yacine
Kateb Yacine (2 august 1929 sau 6 august 1929 — 28 octombrie 1989) a fost un scriitor de origine algeriană.